# Martin Dreßen
Martin Dreßen (* 24. Februar 1983) ist ein ehemaliger deutscher Amateurboxer.

## Werdegang
Dreßen begann auf Rügen mit dem Boxsport und besuchte das Sportgymnasium in Schwerin, wo er sein Abitur machte. Anschließend schaffte er die Aufnahme in die Sportfördergruppe der Bundeswehr und blieb in Schwerin. Er wurde 1999 Deutscher Jugendmeister, 2001 Deutscher Meister im Leichtgewicht, sowie 2005 und 2007 Deutscher Meister im Halbweltergewicht. 2002 wurde er Deutscher Vizemeister im Leichtgewicht, sowie 2003 und 2004 Deutscher Vizemeister im Halbweltergewicht. Beim Chemiepokal erreichte er 2004 den zweiten Platz sowie 2006 und 2008 jeweils einen dritten Platz.
Seine erste internationale Teilnahme bestritt er im September 2001 bei den Junioren-Europameisterschaften in Sarajevo, als er gegen die Starter aus Frankreich und Litauen ins Viertelfinale vordrang, dort gegen den Türken Selçuk Aydın unterlag und somit den 5. Platz erreichte. Im Juli 2003 nahm er an den Weltmeisterschaften in Bangkok teil. Er besiegte Leong Ka Hang aus Macao, Adnan Bin Yusoh aus Malaysia und Hüsnü Kocabaş aus den Niederlanden, ehe er im Halbfinale gegen Pichai Sayotha aus Thailand verlor und so mit einer Bronzemedaille im Leichtgewicht aus der WM ausstieg.
Im November 2005 nahm er im Halbweltergewicht noch an den Weltmeisterschaften in Mianyang teil, wo er den 5. Platz erreichte; nach Siegen gegen Artjom Howhannisjan aus Armenien, Lahcen Haouari aus Algerien und Anatoli Andrejew aus Moldawien, unterlag er im Viertelfinale gegen Dilschod Machmudow aus Usbekistan. Im September 2006 gewann er die Silbermedaille im Halbweltergewicht bei den Militärweltmeisterschaften in Warendorf. Er war im Finale erneut gegen Dilschod Machmudow ausgeschieden, nachdem er zuvor die Starter aus Ägypten, Pakistan und Tunesien geschlagen hatte.
Im August 2007 betrug seine Kampfbilanz 142 Siege in 186 Kämpfen. Im Oktober folgte noch seine Teilnahme an den Weltmeisterschaften in Chicago, wo er jedoch bereits in der zweiten Vorrunde gegen Boris Georgiew aus Bulgarien ausschied.
Bei der Europäischen Olympiaqualifikation 2008 in Pescara, schied er gegen Ionuț Gheorghe aus Rumänien auf dem 5. Platz aus.
Nach der verpassten Olympiaqualifikation beendete Dreßen seine aktive Karriere. Danach arbeitete er als Trainer und Sportlehrer in Schwerin. 